# Super Bomberman 5
Super Bomberman 5 (スーパーボンバーマン5 Sūpā Bonbāman Faibu?), släppt av Hudson Soft i början av 1997, var det sista "Bomberman" -spelet som släpptes på Super Famicom. Spelet släpptes i två varianter: en standardkassettoch en guldkassett som såldes genom CoroCoro Comic. Guldkassetten inkluderade extra kartor i kampläge.